# 부라보콘
부라보콘은 1970년 4월 1일부터 해태아이스에서 생산 판매하고 있는 대한민국 최초의 아이스크림 콘이다. 최근에는 빵과 함께 부라보 샌드도 출시되었다.

## 개요

1972년 로고

1971년 2월 국내 순수 기술로 한국 최초 아이스크림 콘을 출시하였다. 2001년에는 국내 최장수 아이스크림으로 기네스 기록을 인정받았고, 2007년부터 2016년까지 한국능률협회 주관 아이스크림부문 브랜드파워 1위를 차지하였다.

## 맛
- 화이트바닐라 맛
- 체리 맛
- 초코청크 맛
- 피스타치오레볼루션 맛
- 포도 맛
- 부라보 샌드

## 같이 보기
- 아이스크림
- 아이스크림 콘
- 해태아이스
- 빵
- 소프트 아이스크림